# NGC 206
NGC 206 est un amas ouvert de jeunes étoiles bleues et une région de formation d'étoiles qui sont situées dans le bras Sud-Ouest de la galaxie d'Andromède dans la constellation d'Andromède. 
Il a été découvert par l'astronome germano-britannique William Herschel le 17 octobre 1786.

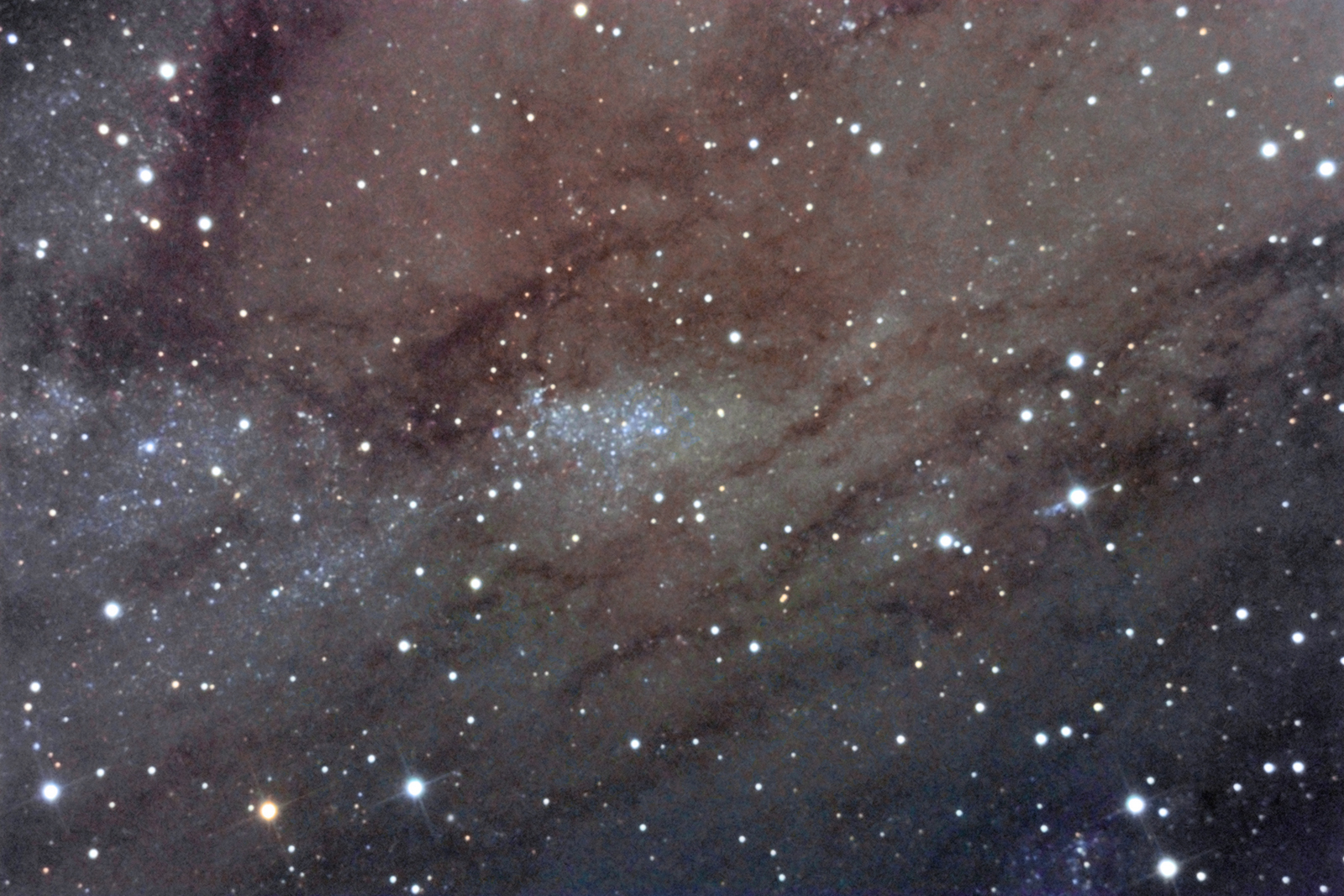
Vue de l'amas ouvert NGC 206.

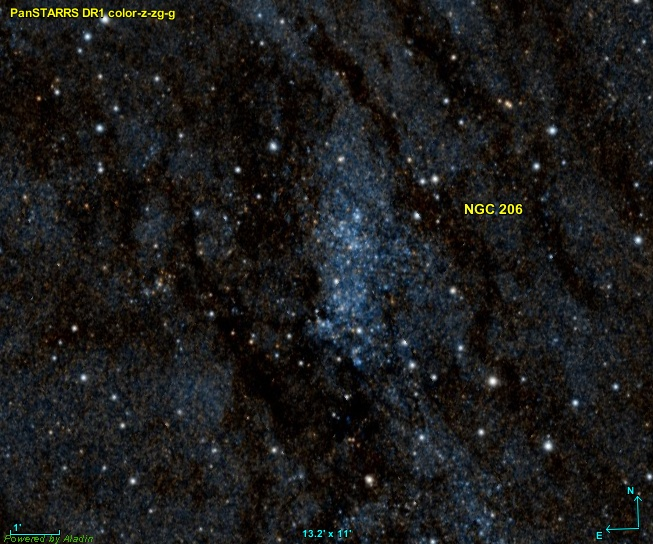
L'amas ouvert NGC 206 par l'étude PanSTARRS.